# Сан-Джироламо-делла-Карита (титулярная диакония)
Титулярная диакония Сан-Джироламо-делла-Карита (лат. Diaconia Sancti Hieronymi a Caritate in via Iulia) — титулярная церковь была создана Папой Павлом VI 5 февраля 1965 года апостольской конституцией «Cum antiquissimi tituli». Титулярная диакония принадлежит церкви Сан-Джироламо-делла-Карита (Святого Иеронима Стридонского), расположенной в районе Рима Регола, на виа ди Монсеррато, недалеко от палаццо Фарнезе.

## Список кардиналов-дьяконов и кардиналов-священников титулярной диаконии Сан-Джироламо-делла-Карита
- Джулио Бевилакква — (25 февраля — 6 мая 1965, до смерти);
- Антонио Рибери — титул pro illa vice (26 июня — 6 декабря 1967, до смерти);
- Паоло Бертоли — титул pro illa vice (28 апреля 1969 — 5 марта 1973, назначен кардиналом-священником Сан-Джироламо-деи-Кроати);
- Пьетро Палаццини — (12 декабря 1974 — 2 февраля 1983), титулярная диакония pro hac vice (2 февраля 1983 — 11 октября 2000, до смерти);
- Хорхе Мария Мехия — (21 февраля 2001 — 21 февраля 2011), титулярная диакония pro hac vice (21 февраля 2011 — 9 декабря 2014, до смерти);
  - вакансия (2014 — 2019);
- Мигель Анхель Аюсо Гихот — (5 октября 2019 — 25 ноября 2024, до смерти).